# Perschen

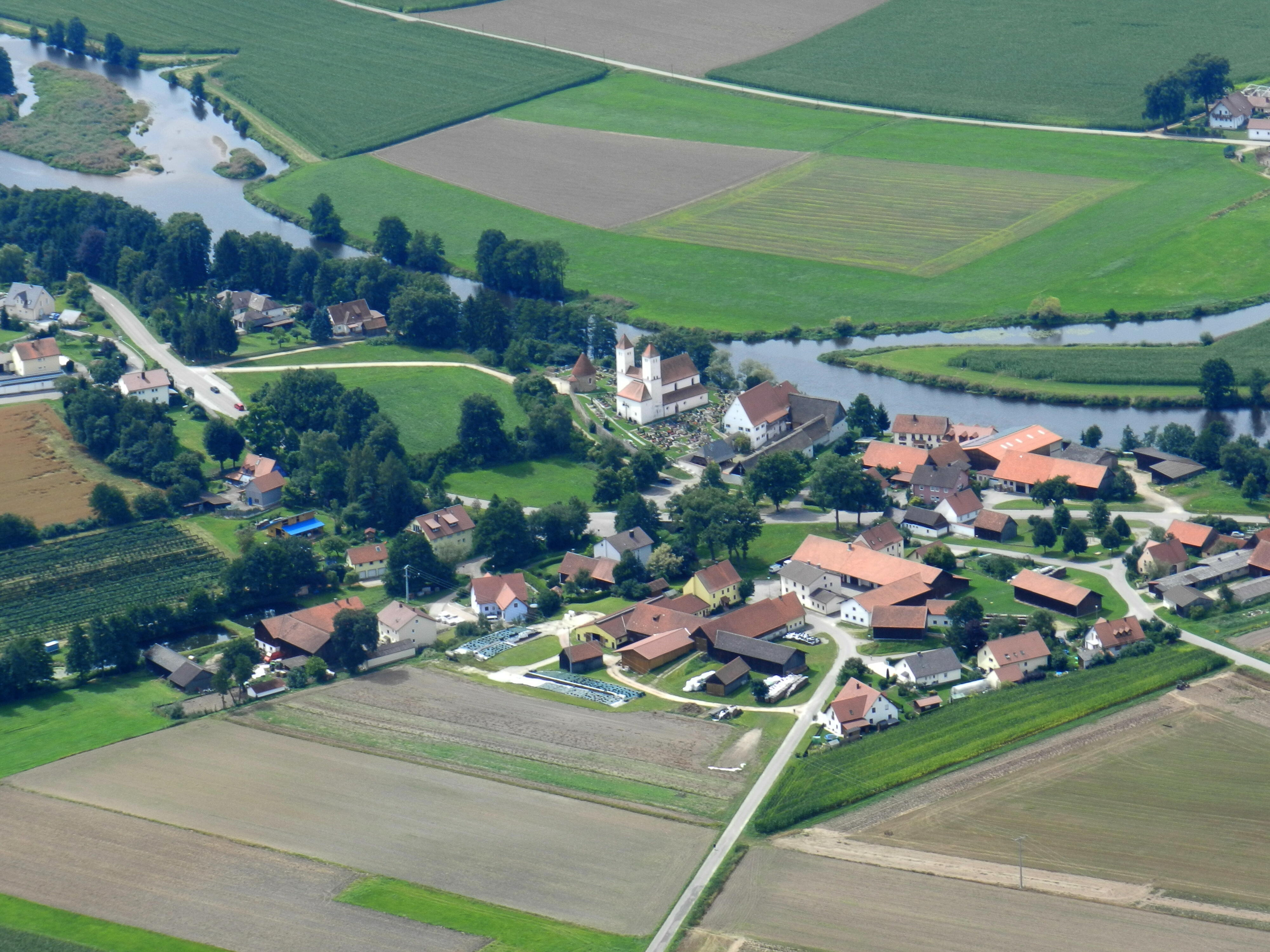
Perschen ze vzduchu

Perschen je místní část bavorského města Nabburg v zemském okrese Schwandorf v Horní Falci.

## Historie
Perschen byl poprvé písemně zmíněn v roce 1122, kdy byl centrálním bodem mezi Nabburgem a Pfreimdem, které obě patřily k farnosti Perschen. V roce 1216 byl Pfreimd povýšen na samostatnou farnost a kolem roku 1420 byla farnost Perschen přesunuta do Nabburgu. Obyvatelé Perschenu bývali pohřbíváni na hřbitově kolem kostela, který byl postupně rozšiřován. Jelikož je hřbitov stále obklopen částečně zachovanou obrannou zdí, lze předpokládat, že původně sloužil také jako opevněný bod v krajině. Perschen byl později včleněn do města Nabburgu.

## Kostel
Kostel zasvěcený apoštolům Petrovi a Pavlovi byl biskupem Hartwichem kolem roku 1160 předán s veškerými příjmy k majetku kapituly při řezenské katedrále.
Kostel pochází z první poloviny 13. století. Sakristie byla přistavena ve 14. století. Spojení mezi věžemi je z pozdější doby.
V letech 1752/1753 byl dřevěný strop nahrazen dosud existující klenbou a kostel byl nově barokně vybaven. Rekonstrukcí kostel prošel v roce 1880 a gotické fresky ve sboru byly obnoveny v roce 1904. Další zásadní rekonstrukce kostela proběhla v roce 2000.

### Vybavení kostela
Z původního kostela ze 13. století se zachovala kulatá křtitelnice se čtyřlístkovým vlysem a lomenými oblouky. V budově kostela jsou gotické fresky a nástěnné malby. Kazatelna a postavy světců pocházejí ze 17. století. V roce 1753 vytvořil malíř Johann Franz Lidtmann z Nabburgu v centrální lodi sérii barokních stropních maleb, které zobrazují následující motivy (od východu na západ):
- Nejsvětější Trojice obklopená apoštoly a dalšími svatými
- Kristus dává Petrovi klíče nebeského království
- Petrovo ukřižování
- Pavlovo obrácení na víru
- Před Pavlovým životem
- Kristus na kříži, jehož kapky krve padají do očistce

Hlavní oltář pochází z renovace v roce 1880.

### Náhrobní kameny
- Hrob ze 14. století, s křížem a štítem na oblouku jetelového listu
- Náhrobek, kolem roku 1500, s obrysy ženy, se dvěma erby u nohou
- Epitaf z roku 1602 pro dítě, syna rodiny z Nabburgu

## Hřbitovní kaple
V rotundě z 12. století je v suterénu prostor pro kosti odstraněné z hrobů. Po demolici budovy místní školy byly kosti odstraněny z kostnice a pohřbeny v rozšířeném hřbitově v hromadném hrobě bez identifikace. Malba v interiéru kaple zasvěcené sv. Michalovi pochází z románského období. Vnitřní stěny byly původně všechny malované, ale zachovaly se pouze obrazy v kupoli. Lidé zde vyobrazení, pravděpodobně apoštolové, mají poloviční velikost, Kristus je zobrazen v životní velikosti. Nástěnné malby jsou považovány za vrcholný bod románské nástěnné malby v Bavorsku.

## Edelmannshof
Třístranné nádvoří, které se zachovalo v původní podobě z roku 1605, je spolu s přidruženým románským kostelem a kostnicí jedním z nejdůležitějších příkladů venkovské architektury v Horní Falci. Po přemístění špýcharu z roku 1600 se tento soubor budov stal v roce 1964 jádrem celého skanzenu Freilandmuseum Oberpfalz. Muzeum vznikalo od roku 1961 působením místního spolku "Verein Oberpfälzisches Bauernmuseum Perschen e.V".

## Galerie
- Pohled na Perschen ze vzduchu
- Kostel sv. Petra a Pavla
- Freska Ježíše Krista v rotundě sv. Michala